# Jag är ett litet, litet lamm
Jag är ett litet, litet lamm är en barnpsalm av Ida Charlotta Engvall Pettersson, som använde signaturen I. E-ll.. Sången har sju verser och titelns "lamm" stavades under 1800-talet fortfarande "lam". De sju verserna är 4-radiga, varav de bägge sista i varje vers sjungs i repris. I Herde-Rösten används första raden i första versen som titel medan Emil Gustafson i Hjärtesånger använde rubriken "Herden och lammet". I Svensk söndagsskolsångbok anges att sången är hämtad ur F. Lundgrens sånger.

## Publicerad i
- Carl Lundgrens sånghäfte Nöd och Nåd 1878.
- Stockholms söndagsskolförenings sångbok 1882 som nr 57 under rubriken "Sånger af allmänt innehåll"
- Det glada budskapet 1890 som nr 95 med titeln "Litet lam".
- Herde-Rösten 1892 som nr 131 under rubriken "Barnsånger"
- Hjärtesånger 1895 som nr 254 under rubriken "Barnsånger"
- Svensk söndagsskolsångbok 1908 som nr 231 under rubriken "Barndomen"
- Svensk söndagsskolsångbok 1929 som nr 211 under rubriken "Barndoms- och ungdomstiden"
- Guds lov 1935 som nr 551 under rubriken "Barnsånger"